# Moabosaurus
Moabosaurus (il cui nome significa "rettile di Moab") è un genere estinto di dinosauro sauropode titanosauriforme vissuto nel Cretaceo inferiore, circa 125 milioni di anni fa (Aptiano), all'interno della moderna Formazione Cedar Mountain, nello Utah. Il genere contiene una singola specie, ossia Moabosaurus utahensis.

## Descrizione
Il Moabosaurus è caratterizzato da una serie di caratteristiche tra cui: spine neurali estremamente basse e sottili, nervature trasversali nella parte posteriore ed anteriore delle vertebre cervicali e dorsali; processi ossei prossimali e distali nelle vertebre caudali, ed un'ulna con creste anteroprossimali ben sviluppate lateralmente e medialmente combinato con un grande processo olecranico.

Dente, in vista linguale, di Moabosaurus
Vertebra dorsale, in vista anteriore, di Moabosaurus

## Classificazione
Al momento della sua descrizione, le analisi filogenetiche indicarono che Moabosaurus era un basale neosauropode macronario titanosauriforme. A differenza degli altri sauropodi titanosauriformi, il Moabosaurus aveva delle vertebre dalle pareti molto spesse con grandi camere pneumatiche, come nei macronaria basali e grandi denti a spatola, come quelli del Camarasaurus. Tuttavia, un secondo studio nel 2017 lo ha collocato all'interno di Turiasauria, quindi al di fuori di Neosauropoda. Il Moabosaurus condivide con Turiasaurus molte caratteristiche della scatola cranica; le biforcazioni delle costole cervicali; apofisi estremamente bassa sulle vertebre cervicali e dorsali; e proceli fortemente prossimali nelle vertebre caudali.

## Scoperta
I fossili di Moabosaurus sono stati raccolti dalla cava di Dalton Wells, che dista circa 20 km a nord ovest da Moab, Utah. La cava ha restituito i fossili di almeno 18 individui di Moabosaurus sulla base del numero di scatole craniche presenti, per un totale di oltre 5.500 ossa. Molte delle ossa recuperate sono frammentarie, probabilmente poiché vennero calpestate come evidenziato dai segni di graffi e crepe da schiacciamento. Un altro fattore che ha degradato le ossa prima della sepoltura fu il loro consumo da parte degli insetti. Gli insetti, probabilmente larve di scarabeo, hanno consumato le porzioni di ossa che erano a contatto con il terreno, come evidenziato dai segni su una delle mandibole. In seguito, le ossa sono state trasportate per un breve tratto da un ruscello e sepolti in sedimenti rielaborati dalla sottostante Formazione Morrison. I cristalli di zircone detritici dalla cava di Dalton Wells, la datano a circa 125 milioni di anni, indicando che il Moabosaurus risalga all'Aptiano.

## Paleobiologia
Oltre ai fossili di Moabosaurus, la cava di Dalton Wells ha rivelato anche alcuni esemplari del sauropode brachiosauride Venenosaurus, i teropodi Utahraptor e Nedcolbertia, oltre ad un iguanodonte crestato, e il thyreophora Gastonia. Altri taxa frammentari provenienti dalla cava includono frammenti di pterosauro, coccodrilli, tartarughe e neochoristodere.